# Arjan Noorlander
Arjan Noorlander (1977) is een Nederlands journalist.
Noorlander is te zien in Nieuwsuur als politiek duider. Daarvoor was hij ondermeer te zien als EU-correspondent in het NOS Journaal.

## Biografie
Noorlander studeerde Europese Ontwikkelingsstudies aan de Erasmus Universiteit Rotterdam en begon in 1999 als stagiair bij het Radio 1 Journaal op de Haagse redactie van de NOS. Tijdens zijn studie begon hij er als freelancer en kwam er in fulltime in dienst en maakte zijn studie niet af. Hij bleef er tien jaar, als redacteur en verslaggever. Vervolgens was hij vier jaar verslaggever economie bij de NOS.

### Brussel
Noorlander werd in 2014 EU-correspondent van de NOS in Brussel en deed hij er ook verslag van de NAVO. Een periode die hij als prettig ervaarde, vertelde hij in 2014 aan de VARAgids. "Bijna niemand gelooft het, maar Brussel is transparanter dan Den Haag. Als ik een Europarlementariër of een diplomaat van de Europese Commissie of van de Europese Raad wilde spreken dan kon ik die spreken, en zat ik binnen een uur aan tafel."

### Nieuwsuur
In 2018 ging hij aan de slag als politiek duider van Nieuwsuur. Hij volgde Dominique van der Heyde op. Dat was een groot verschil in vergelijking met de manier van werken in Brussel. "In Den Haag spreken ambtenaren niet met de pers, dat heeft Wim Kok ooit bevolen", zei hij in datzelfde interview. Voor Nieuwsuur duidt hij politieke zaken vanuit zijn studio in Den Haag, die uitzicht heeft op het Torentje, de werkplek van de Minister-president. Ook interviewt hij regelmatig de Minister-president voor het Gesprek met de minister-president. Daarnaast geeft hij regelmatig duiding in de NPO Radio 1-podcast De Dag.